# 冉興讓
冉興讓（？—1644年），字心淳，明朝南直隸虹縣（今安徽省泗縣）人。 明神宗的女婿。
萬曆三十七年（1609年），壽寧公主下嫁冉興讓，嫁妝豐厚，遠勝其他公主。
萬曆四十一年（1613年），駙馬冉興讓得罪公主，被宦官凌毆。
萬曆四十六年（1618年）十一月，駙馬都尉冉興讓請求皇帝岳父恢復其父冉逄陽兵馬指揮職銜。 泰昌元年（1620年）十一月，朝廷准許。 
天啟元年（1621年）十月，冉興讓被加封太子太保。
崇禎末年，洛陽失守，崇祯帝命駙馬冉興讓與王裕民、給事中葉高標到河北慰問福王世子朱由崧。
崇禎十七年（1644年）正月，明朝滅亡時，駙馬冉興讓被大順軍抓去嚴刑拷打，公主的遺產全部被沒收，駙馬冉興讓悲憤自縊而死。